# Simplicijalni kompleks
U matematici, simplicijalni kompleks je skup sastavljen od tačaka, linija, trouglova i ostalih n-dimenzionalnih analogia (tetraedar, hiper-tetraedar). Kombinatorni pandan je apstraktni simplicijalan kompleks.

## Definicija
Simplicijalni kompleks {\displaystyle {\mathcal {K}}} je skup koji zadovoljava sledeće uslove:  
1. Neka je {\displaystyle \sigma \in {\mathcal {K}}}:
Tada svaka stranica od {\displaystyle \sigma } takođe pripada {\displaystyle {\mathcal {K}}}.
2. Neka su {\displaystyle \sigma _{1},\sigma _{2}\in {\mathcal {K}}}:
1. {\displaystyle \sigma =\sigma _{1}} ∩ {\displaystyle \sigma _{2}},
2. {\displaystyle \sigma } je neprazan, {\displaystyle \sigma } ≠ ∅,
3. {\displaystyle \sigma } je simpleks,

tada i taj simpleks pripada {\displaystyle {\mathcal {K}}}, {\displaystyle \sigma \in {\mathcal {K}}}

## Zvezda, zatvaranje
Zatvaranje C kompleksa {\displaystyle \sigma } je skup tako da je:
1. ako je simpleks {\displaystyle \sigma _{f}} stranica kompleksa {\displaystyle \sigma } onda je i {\displaystyle \sigma _{f}} ∈ C

- Dva simpleksa i njihovo zatvaranje.

Skup S je zvezda od {\displaystyle \sigma } gde je {\displaystyle \sigma \in {\mathcal {K}}}:
1. ako je {\displaystyle \sigma } stranica od nekog kompleksa {\displaystyle \sigma _{s}\in {\mathcal {K}}}  onda je i {\displaystyle \sigma _{s}} ∈ S

- Tacka i njena zvezda.

## Spoljašnje veze
- Weisstein, Eric W. „Simplicial complex”. MathWorld.